# Mercè Crosas Navarro
Mercè Crosas Navarro (Barcelona, 1966) és una investigadora catalana especialitzada en gestió de dades i dades obertes. Entre 2021 i 2022 fou la secretària de Govern Obert del Departament d’Acció Exterior i Transparència de la Generalitat de Catalunya. Posteriorment fou directiva del Barcelona Supercomputing Centre i des de novembre de 2023 és Presidenta de CODATA, el Comitè de dades del Consell Internacional per a la Ciència.

## Biografia
Crosas és llicenciada en Física per la Universitat de Barcelona (1989) i doctora en Astrofísica per la Rice University (Houston, Texas,1992), amb estades predoctoral i postdoctoral al Harvard-Smithsonian Center for Astrophysics. Ha passat la major part de la seva vida professional a la Universitat Harvard, primer com a astrofísica i enginyera de programari d'investigació al Harvard-Smithsonian Center for Astrophysics i més tard com a directora de Ciència de dades i Tecnologia a l'Institute for Quantitative Social Sciences', de la Universitat Harvard i com a oficial en cap de la Gestió de Dades de Recerca de la Universitat Harvard. Del 2000 al 2004, va treballar fora de Harvard en un parell d'empreses emergents (startup) de biotecnologia liderant equips de desenvolupament de programari per construir els seus sistemes de dades de recerca.
Durant el seu temps a la Universitat Harvard, Crosas va treballar estretament amb la recerca, els serveis informàtics i les biblioteques per dirigir la gestió i la publicació de dades de recerca i proporcionar orientació sobre les polítiques, els processos i les eines de la Universitat per donar suport al cicle de vida de les dades. Crosas té una àmplia experiència en arquitectura de sistemes de dades i estàndards internacionals de dades, amb la visió de fer-les més accessibles alhora que es garanteix la seva privadesa. Del 2006 al 2021, va codirigir el projecte Dataverse i la seva comunitat de codi obert. El projecte de programari Dataverse s’ha utilitzat amb èxit per compartir i publicar dades a universitats i organitzacions de recerca d'arreu del món.
També va ser coinvestigadora principal (co-PI) del projecte OpenDP, un conjunt de codi obert d'eines de privacitat diferencial (differential privacy) per analitzar dades privades sensibles i del NIH Data Commons Consortium.
Crosas ha estat membre de nombrosos comitès i grups de treball internacionals centrats en dades obertes, gestió i anàlisi de dades i compartició de dades. És coautora dels principis de dades FAIR (trobables, accessibles, interoperables i reusables; en anglès, findable, accessible, interoperable and reusable) reconeguts i utilitzats internacionalment, i ha contribuït a les recomanacions de l'Organització de Cooperació i Desenvolupament Econòmic (OCDE) per a l'accés a les dades públiques.
El novembre de 2023 fou nomenada Presidenta de CODATA.